# Halidou Tinto
Halidou Tinto ist ein Malariaforscher, dessen Beiträge entscheidend zur Entwicklung des Wissens und der klinischen Forschungsinfrastruktur für Malaria-Impfstoffstudien in Afrika beigetragen haben. Er leitet als Regionaldirektor das Institut de Recherche en Sciences de la Santé (IRSS) in Nanoro, Burkina Faso. Mit seinem Institut trug er maßgeblich zur Zulassung der weltweit ersten Malariaimpfstoffe bei.

## Leben
Während seiner Jugend in Abidjan, Elfenbeinküste, in den 1980er Jahren träumte Tinto ursprünglich von einer Karriere als Musiker und nahm einige Songs auf, in der Hoffnung, von der Musikindustrie unterstützt zu werden. Ein entscheidendes Praktikum im Labor von Tinga Robert Guiguemdé im Centre Muraz in Bobo-Dioulasso, Burkina Faso, während seines Pharmaziestudiums an der Fakultät für Medizin und Pharmazie der Universität Mali, führte ihn jedoch auf einen anderen Weg. Er erwarb ein Postgraduiertendiplom in Biochemie und Mikrobiologie an der Fakultät für Naturwissenschaften der Universität Ouagadougou in Burkina Faso und begann 2001 seine Laufbahn als assoziierter Forscher am IRSS. Er promovierte am Institut für Tropenmedizin in Antwerpen, Belgien, bei Umberto D’Alessandro über die Mechanismen, die Malariaparasiten nutzen, um Resistenzen gegen Malariamedikamente zu entwickeln. Tinto hatte die Möglichkeit, als Postdoc an einer US-Universität zu arbeiten, lehnte diese jedoch ab und kehrte 2006 nach Burkina Faso zurück. Im Jahr 2008 gründete er dort die klinische Forschungseinheit CRUN (Unité de Recherche Clinique de Nanoro). Er ist Vater von Zwillingen.

## Wirken
Im Laufe seiner Karriere konnte Tinto als Erster einen Zusammenhang zwischen den beiden Schlüsselmutationen (PfCRT T76 und PfMDR-1 Y86) nachweisen, die für die Chloroquin-Resistenz von Plasmodium falciparum verantwortlich sind. Heute konzentriert er sich auf klinische Studien zur Erforschung von Malariadiagnostika, Medikamenten und Impfstoffen. Tinto führte ab 2019 eine einflussreiche frühe Studie zum Malariaimpfstoff R21 durch. Im Jahr 2023 empfahl die Weltgesundheitsorganisation (WHO) den von Tinto getesteten Impfstoff R21 zur Verwendung, dem erst zweiten Malaria-Impfstoff mit einer Zulassung. Die WHO kündigte an, dass R21 bereits Mitte 2024 in ganz Afrika verfügbar sein wird.

## Auszeichnungen
Im Jahr 2023 wurde er in die Liste Nature’s 10 aufgenommen, einer jährlich erscheinenden Liste, die von Redakteuren der Fachzeitschrift Nature zusammengestellt wird und sich mit wichtigen Entwicklungen in der Wissenschaft und den Personen befasst, die dazu beigetragen haben.